# Teodot I. Carigradski
Teodot I. Kassiteras (grč. Θεόδοτος Α΄ Κασσιτεράς) bio je grčki plemić te patrijarh Konstantinopola (815. – 821.).
Rođen je u gradu imena Nakoleia, kao sin plemića Mihaela Melissenosa (Μιχαὴλ Μελισσηνός) i njegove supruge, koja je bila sestra carice Eudokije (žena Konstantina V.). Teodot je postao prijatelj cara Mihaela I. Rangabea te je imao titulu spatharokandidatosa, a nakon što je na vlast došao Leon Armenac – kao car Leon V. – Teodot je uvjerio cara u ispravnost ikonoklazma (borba protiv kulta ikona). Nakon što je maknuo Nikefora I. s mjesta patrijarha, Leon je na to mjesto postavio Teodota, 1. travnja 815., ali se on pokazao kao „slab patrijarh”, kojeg nije toliko zanimala religija, koliko održavanje banketa, što je smatrano skandalozno od strane mnogih redovnika.
Teodota je naslijedio Antonije I. Carigradski.